# Наноропс Ритчи
Наноропс Ритчи, или пальма мазари (лат. Nannorrhops ritchieana), — вид растений рода Наноропс (Nannorrhops) семейства Пальмовые (Arecaceae).

## Ботаническое описание

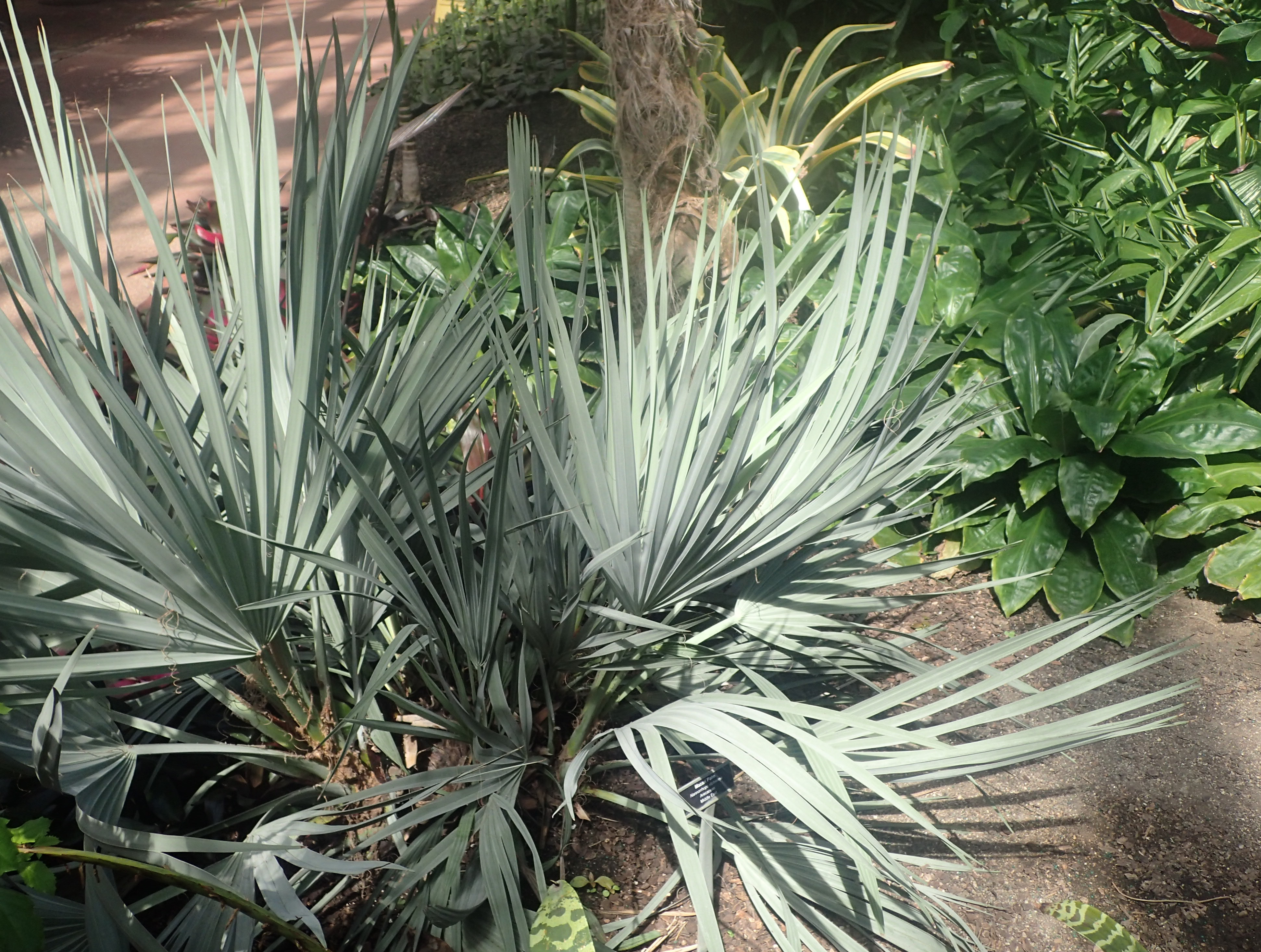
Листья

Кустарниковая гермафродитная гапаксантная веерная пальма, иногда одноствольная, до 6 м высотой. Наноропс Ритчи обычно образует приземистые или стелющиеся, часто дихотомически разветвлённые стволы, но, в защищенных от ветра горных долинах, может достигать высоты до 8 м и диаметра 60 см. Листья веерообразные, реберно-пальчатые, из 20—30 листочков, каждый листочек длиной и шириной около 30—120 см, обычно сизо-зелёные, хотя встречаются очень бледно-зелёные формы, а также серебристые формы. Стебли и черешки листьев не колючие, 0,3—0,6 м длиной. Листья, как правило, жесткие и сохраняют открытую веерообразную форму, но также существуют формы с гибкими листьями и заметно свисающими листочками. Отдельные стебли бывают как монокарпическими, так и гапаксановыми, цветущими один раз, а затем отмирающими, но новые стебли образуются у их основания (или выше — это один из немногих настоящих, воздушных ветвящихся видов пальм), поддерживающих жизнь растения.
Сильно разветвлённые соцветия образуются на стебле высотой 2—3 м на верхушке ствола, образуя открытую метёлку. Соцветия длиной 1,2—1,8 м, торчащие над листьями, сложные, каждая ветвь опирается на редуцированный лист или трубчатый прицветник, разветвлённые до четвёртого порядка; профиллы трубчатые, 2-х килеватые; прицветники на ножках от 0 до нескольких, одинаковые; прицветники на ветвях первого порядка, трубчатые, на концах заостренные, каждая ветвь первого порядка с базальным, трубчатым, 2-килеватым, пустым профиллом; прицветники на ветвях второго порядка, трубчатые; рахиллы с заметными трубчатыми прицветниками, в различной степени войлочными, каждый из которых окружает группу цветков. Цветки белые, на очень короткой цветоножке, в сгущённом початке из 1—3 (7) цветков, каждый цветок с крошечным трубчатым прицветником; чашечка тонкая, трубчатая в основании с 3 треугольными лопастями; венчик с коротким трубчатым основанием и 3 отчетливыми лопастями; тычинок 6, нити шиловидные, загнутые на конце, пыльники удлиненные, разносторонние, латеральные; плодолистиков 3, сросшихся, кроме самого основания, завязь отчетливо 3-бороздчатая, столбик одиночный, рыльце едва дифференцированное. Съедобные сочные плоды костянки до 1,3 см в диаметре, от коричневого до оранжевого цвета, с одним семенем. После созревания плодов цветущий стебель отмирает, однако жизнь растения в отличие от монокарпической корифы продолжается за счет отпрысков, образующихся в основании стебля.

## Распространение и экология
Растёт в Западной и Южной Азии, от юго-востока Аравийского полуострова (где встречается в Йемене, Омане, Саудовской Аравии и ОАЭ) на восток через Иран и Афганистан до Пакистана и северо-запада Индии, произрастает в горных засушливых районах на высоте до 1600 м над уровнем моря, на открытых склонах и вдоль берегов вади на гравии и щебёнке.

## Значение и применение
Пальма мазари великолепно приспособлена к произрастанию в условиях значительной сухости. Она способна переносить низкие температуры высоко в горах (в горах Афганистана и Ирана она зимой часто покрыта снегом в течение долгого времени). Наноропс Ритчи — полезное растение в аридных областях.
Традиционное использование: волокна широко используются в Омане, где пальма более распространена — корзины, верблюжьи и ослиные хамсы, циновки, ручные веера. Используется специально для верёвок для рыболовных сетей, потому что волокно становится прочнее при намокании. Волокна карликовой пальмы можно разделить на более тонкие нити, чем у дикой финиковой пальмы, но они не выдерживают воздействия тепла и солнечного света. Также используется вместе с козьей кожей для изготовления доильных чаш. Шерстистые волокна у основания листьев ранее применялись для перевязки ран. Твердые косточки фруктов использовались как пульки в рогатках и даже в качестве заменителей настоящих пуль, листья — как материал для плетения корзин, циновок, верхушечные почки — как овощи, сухие стебли и черешки листьев — как топливо.